# Międzynarodowa osoba prawna
Międzynarodowa osoba prawna – osoba prawna, której status prawny określa akt normatywny podjęty przez dwa lub więcej państw. Może być to zarówno akt indywidualny, powołujący konkretną osobę prawną, jak i akt ogólny, regulujący przesłanki tworzenia osób prawnych.